# CD Tenerife

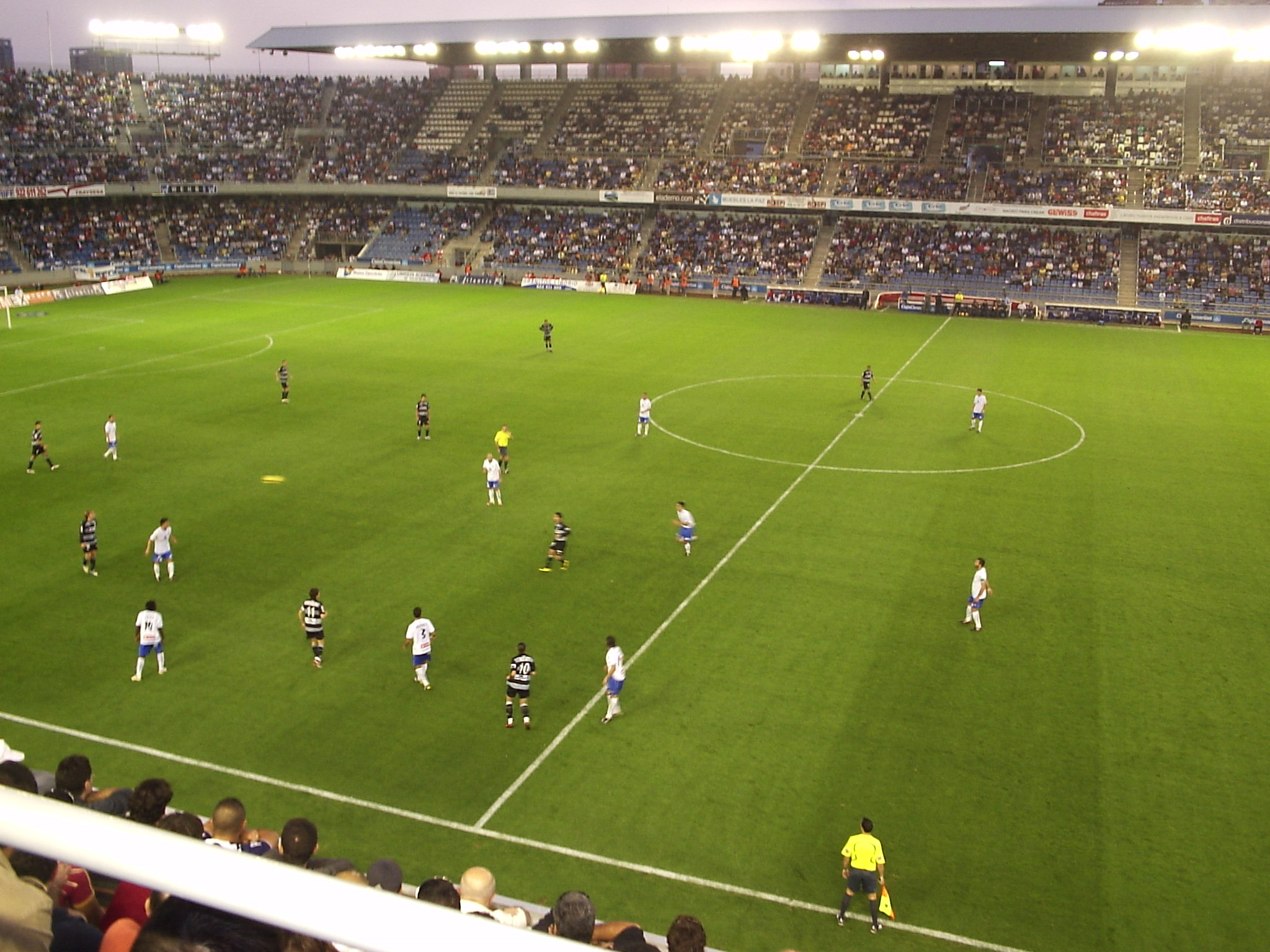
Match: CD Tenerife - Real Sociedad in 2008

Club Deportivo Tenerife, S.A.D. is een Spaanse voetbalclub, afkomstig van het eiland Tenerife (Canarische Eilanden). De club is op 21 november 1912 opgericht. Het thuisstadion is het Estadio Heliodoro Rodríguez López.

## Geschiedenis
CD Tenerife werd in 1922 opgericht. Tweemaal speelde Tenerife Europees voetbal: in het seizoen 1993-94 en in het seizoen 1996-97. In '96/'97 bereikte de club zelfs de halve finale van de UEFA Cup, hierin was FC Schalke 04 te sterk, de eerst wedstrijd wonnen ze met 1-0 maar in de return in Gelsenkirchen verloren ze met 2-0. Schalke won uiteindelijk de UEFA Cup.
In 2009 keerde CD Tenerife terug in de Primera División, door op de 3e plaats te eindigen. De club had daarvoor sinds 2002 in de Segunda División A gespeeld.
CD Tenerife degradeerde in het seizoen 2009/10 weer naar de Segunda A, door op de negentiende plaats te eindigen. Het seizoen erna was weer dramatisch door op de twintigste plaats te eindigen in de Segunda División A degradeerde de club naar de Segunda División B. Het komt daar in het seizoen 2011/12 uit in Grupo 1. Op 2 juni 2013 keerde de club, geleid door Álvaro Cervera, terug naar de Segunda Division na de gewonnen play-off wedstrijd tegen CE L'Hospitalet (3–2 na 2 wedstrijden).
De grootste rivaal van de club is UD Las Palmas.

## Erelijst
- Trofeu Joan Gamper: 1993

## Tenerife in Europa
#R = #ronde, 1/8 = achtste finale, 1/4 = kwartfinale, 1/2 = halve finale, T/U = Thuis/Uit, W = Wedstrijd, PUC = punten UEFA coëfficiënten .
Uitslagen vanuit gezichtspunt CD Tenerife
| Seizoen                                                     | Competitie | Ronde | Land                 | Club                | Totaalscore | 1e W    | 2e W       | PUC  |
| ----------------------------------------------------------- | ---------- | ----- | -------------------- | ------------------- | ----------- | ------- | ---------- | ---- |
| 1993/94                                                     | UEFA Cup   | 1R    | Vlag van Frankrijk   | AJ Auxerre          | 3-2         | 2-2 (T) | 1-0 (U)    | 7.0  |
|                                                             |            | 2R    | Vlag van Griekenland | Olympiakos Piraeus  | 5-5 u       | 2-1 (T) | 3-4 (U)    | 7.0  |
|                                                             |            | 1/8   | Vlag van Italië      | Juventus FC         | 2-4         | 0-3 (U) | 2-1 (T)    | 7.0  |
| 1996/97                                                     | UEFA Cup   | 1R    | Vlag van Israël      | Maccabi Tel Aviv FC | 4-3         | 3-2 (T) | 1-1 (U)    | 14.0 |
|                                                             |            | 2R    | Vlag van Italië      | Lazio Roma          | 5-4         | 0-1 (U) | 5-3 (T)    | 14.0 |
|                                                             |            | 1/8   | Vlag van Nederland   | Feyenoord           | 4-2         | 0-0 (T) | 4-2 (U)    | 14.0 |
|                                                             |            | 1/4   | Vlag van Denemarken  | Brøndby IF          | 2-1         | 0-1 (T) | 2-0 nv (U) | 14.0 |
|                                                             |            | 1/2   | Vlag van Duitsland   | Schalke 04          | 1-2         | 1-0 (T) | 0-2 nv (U) | 14.0 |
| Totaal aantal behaalde punten voor UEFA coëfficiënten: 21.0 |            |       |                      |                     |             |         |            |      |

Zie ook
- Deelnemers UEFA-toernooien Spanje
- Ranglijst van alle clubs die in de diverse Europa Cups zijn uitgekomen

## Eindklasseringen
- 1954 6e
Segunda División
- 1955 9e
Segunda División
- 1956 9e
Segunda División
- 1957 13e
Segunda División
- 1958 2e
Segunda División
- 1959 4e
Segunda División
- 1960 10e
Segunda División
- 1961 1e
Segunda División
- 1962 16e
Primera División
- 1963 10e
Segunda División
- 1964 5e
Segunda División
- 1965 11e
Segunda División
- 1966 8e
Segunda División
- 1967 11e
Segunda División
- 1968 9e
Segunda División
- 1969 5e
Tercera División
- 1970 2e
Tercera División
- 1971 1e
Tercera División
- 1972 9e
Segunda División
- 1973 14e
Segunda División
- 1974 4e
Segunda División
- 1975 12e
Segunda División
- 1976 7e
Segunda División
- 1977 6e
Segunda División
- 1978 19e
Segunda División
- 1979 6e
Segunda División B
- 1980 3e
Segunda División B
- 1981 5e
Segunda División B
- 1982 13e
Segunda División B
- 1983 2e
Segunda División B
- 1984 15e
Segunda División
- 1985 11e
Segunda División
- 1986 19e
Segunda División
- 1987 1e
Segunda División B
- 1988 12e
Segunda División
- 1989 3e
Segunda División
- 1990 18e
Primera División
- 1991 14e
Primera División
- 1992 13e
Primera División
- 1993 5e
Primera División
- 1994 10e
Primera División
- 1995 15e
Primera División
- 1996 5e
Primera División
- 1997 9e
Primera División
- 1998 16e
Primera División
- 1999 19e
Primera División
- 2000 14e
Segunda División
- 2001 3e
Segunda División
- 2002 19e
Primera División
- 2003 8e
Segunda División
- 2004 8e
Segunda División
- 2005 11e
Segunda División
- 2006 18e
Segunda División
- 2007 7e
Segunda División
- 2008 11e
Segunda División
- 2009 3e
Segunda División
- 2010 19e
Primera División
- 2011 20e
Segunda División
- 2012 3e
Segunda División B
- 2013 1e
Segunda División B
- 2014 11e
Segunda División
- 2015 17e
Segunda División
- 2016 13e
Segunda División
- 2017 4e
Segunda División
- 2018 11e
Segunda División
- 2019 16e
Segunda División
- 2020 12e
Segunda División
- 2021 16e
Segunda División
- 2022 5e
Segunda División
- 2023 10e
Segunda División
- 2024 12e
Segunda División
- 2025 20e
Segunda División

- Primera División
- Segunda División
- Segunda División B
- Tercera Federación

## Bekende (ex-)spelers

### Nederlanders
- Roy Makaay
- Ferdi Vierklau

### Belgen
- () Ritchie Kitoko

### Spanjaarden
- David Bermudo
- Curro Torres
- Quique Estebaranz
- Luis García
- Jaime Gavilán
- Iriome
- Mista
- Xisco Muñoz

### Overig
- Gal Alberman
- Mariano Bombarda
- Oscar Dertycia
- Dani Hernández
- Juvenal
- Juan Antonio Pizzi
- Fernando Redondo
- Samuel Slovák
- Gerardo Torrado
- Aurelio vidmar

## Bekende trainers
- Xabier Azkargorta
- Rafael Benítez
- Javier Clemente
- Jupp Heynckes
- Héctor Núñez
- Jorge Valdano